# Гроші (Тіміш)
Гроші (рум. Groși) — село у повіті Тіміш в Румунії. Входить до складу комуни Марджина.
Село розташоване на відстані 340 км на північний захід від Бухареста, 83 км на схід від Тімішоари, 139 км на південний захід від Клуж-Напоки.

## Населення
За даними перепису населення 2002 року у селі проживали 119 осіб, усі — румуни. Усі жителі села рідною мовою назвали румунську.